# Comuna Pala
Pala este o comună (vald) din Comitatul Jõgeva, Estonia.
Comuna cuprinde 23 de sate.
Reședința comunei este satul Pala.

## Localități componente

### Sate
- Assikvere
- Kadrina
- Kodavere
- Kokanurga
- Lümati
- Metsanurga
- Moku
- Nõva
- Pala
- Perametsa
- Piibumäe
- Piirivarbe
- Punikvere
- Raatvere
- Ranna
- Sassukvere
- Sääritsa
- Sõõru
- Tagumaa
- Vea
- Äteniidi.
- Vea